# Palythoa heliodiscus
Palythoa heliodiscus is een Zoanthideasoort uit de familie van de Sphenopidae. De wetenschappelijke naam van de soort is voor het eerst geldig gepubliceerd in 2003 door Ryland & Lancaster.